# Héctor Valenzuela
Héctor Manuel Valenzuela Rivera (* 27. Februar 1978 in Guadalajara, Jalisco) ist ein ehemaliger mexikanischer Fußballspieler, dessen Stammposition sich im Mittelfeld befand.

## Laufbahn
Valenzuela wurde im Nachwuchsbereich des Club Deportivo Guadalajara ausgebildet, bei dem er auch seinen ersten Profivertrag erhielt. 
Nachdem Valenzuela in seinen ersten beiden Spielzeiten als Fußballprofi für die Farmteams Chivas Tijuana und Nacional Tijuana gespielt hatte, kam er im Torneo Verano 2001 für den Mutterverein zu insgesamt acht Einsätzen in der höchsten mexikanischen Spielklasse. Insgesamt konnte Valenzuela sich jedoch nicht durchsetzen und spielte ansonsten für Mannschaften der zweiten mexikanischen Fußballliga.